# Hexagonia speciosa
Hexagonia speciosa är en svampart som beskrevs av Fr. 1849. Hexagonia speciosa ingår i släktet Hexagonia och familjen Polyporaceae.   Inga underarter finns listade i Catalogue of Life.